# Lake Bryan
Lake Bryan est une census-designated place située dans le comté de Brazos, dans l’État du Texas, aux États-Unis. Sa population s’élevait à 2 060 habitants lors du recensement de 2020.